# Onthophagus gemma
Onthophagus gemma là một loài bọ cánh cứng trong họ Bọ hung (Scarabaeidae).